# Vonage
Vonage（：VG，國際音標[vˈɑnɪdʒ]）是在美国纽约证券交易所上市的IP电话和会话发起协议的网络公司，主要提供基于宽带的电话服务。2003年在美國成立。（公司名称来自于他们的座右铭“Voice-Over-Net-AGE”，意思是网络电话时代）
Vonage在美国将自己宣传为“Vonage，宽带电话公司®”和“领导互联网电话变革”。Vonage目前具有最多的用户，当前有220万用户线，完成了50亿次呼叫。 Vonage带领着宽带语音（VoBB），或宽带电话产业穿过迅速成长的消费者市场，包括美国，英国，加拿大和其他国家。
要使用Vonage提供的语音服务，用户需要购买一个Vonage品牌的“VOIP路由器”或电话适配器，并将其连入主路由器或宽带调制解调器。除此以外，用户还需要上行速度达到30-90K比特率，且按可靠性Qos优化的连接，这样在会话时才不会有严重的时延和抖动。
Vonage最初位于新泽西州爱迪生，目前位于新泽西州含德市一栋保德信金融集团曾经使用的办公楼。 Vonage在整个美国提供服务，2004年4月业务扩展到加拿大，2005年1月业务扩展到英国。
2007年4月12日，Vonage的首席执行官Michael Snyder同意辞去首席执行官和公司董事会的职务。董事会主席和首席战略执行官Jeffrey A. Citron将取而代之，出任临时首席执行官。公司同时宣布10%（180人）的裁员计划。.
2018年9月21日Vonage以3.5億美元現金收購雲端呼叫中心NewVoiceMedia